# Проекция Фишера

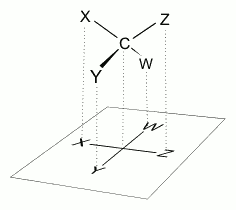
Проекция трёхмерной молекулы на плоскость

Построение проекции Фишера

Проекция Фишера (проекционная формула Фишера, формула Фишера) — способ изображения трёхмерной молекулы в виде проекции, в которой вертикальные связи удаляются за проекционную плоскость, а горизонтальные связи выступают перед этой плоскостью. Данные формулы были предложены Э. Фишером в 1891 году для изображения структур углеводов. Использование проекций Фишера для неуглеводных молекул может ввести в заблуждение и не рекомендуется ИЮПАК.

## Построение
В проекции Фишера химические связи изображаются в виде горизонтальных и вертикальных линий, на перекрестьях которых находятся стереоцентры. Углеродный скелет изображают вертикально, при этом сверху находится атом углерода, с которого начинается нумерация скелета (например, альдегидный С-атом для альдоз). Кроме того, в проекции Фишера все горизонтальные связи направлены в сторону наблюдателя, а вертикальные — удалены от наблюдателя. Данное условие важно для правильного построения проекции Фишера, а также при восстановлении трёхмерной структуры молекулы из её проекции. По этой причине проекцию Фишера нельзя вращать на 90° или 270°, так как это приведёт к изменению конфигурации стереоцентров. Согласно рекомендациям ИЮПАК, атомы водорода следует изображать в явном виде, однако структуры без атомов водорода также считаются приемлемыми.

## Восстановление трёхмерной записи
Для восстановления пространственной формы молекулы из проекции Фишера необходимо горизонтальные связи изобразить направленными в сторону наблюдателя (жирными клинышками), а вертикальные — уходящими за плоскость изображения (штриховыми клинышками). Далее можно изобразить молекулу в любом трёхмерном представлении.

## Использование
Проекции Фишера наиболее широко используются для построения структурных формул моносахаридов, а также аминокислот. Они также лежат в основе d/l-номенклатуры, используемой для различения энантиомеров этих природных соединений.